# U 22 (U-Boot, 1913)
U 22 war ein U-Boot der deutschen Kaiserlichen Marine.

## Bau und Indienststellung
Das Boot war ein sogenanntes Zweihüllenboot, als Hochseeboot in einem Amtsentwurf konzipiert. Der Auftrag zum Bau des Bootes wurde am 25. November 1910 erteilt. Es wurde am 27. Oktober 1911 auf Kiel gelegt und am 8. Februar 1913 vom Stapel gelassen. Es war eines der ersten U-Boote der Kaiserlichen Marine, das nicht mehr mit einem petroleumbetriebenen Verbrennungsmotor arbeitete, sondern mit einem Dieselmotor. Es wurde am 25. November 1913 und Kapitänleutnant Bruno Hoppe in Dienst gestellt.

## Technik
Das Boot war 64,15 m lang und 6,1 m breit und hatte einen Tiefgang von 3,58 m sowie eine Verdrängung von 650 Tonnen über und 837 Tonnen unter Wasser. Die Besatzung bestand aus 31 Mann, davon vier Offiziere. Die Maschinen für die Überwasserfahrt waren zwei Sechszylinder-Viertakt Dieselmotoren von MAN mit zusammen 1.250 kW (1.700 PS). Zur Unterwasserfahrt kamen zwei AEG-Doppel-Modyn-Elektromotoren mit zusammen 883 kW (1.200 PS) zum Einsatz. Damit waren Geschwindigkeiten von 15,4 kn über Wasser bzw. 9,5 kn unter Wasser möglich. Dass die Marine mit dieser U-Boot-Klasse sehr zufrieden war, zeigt sich auch daran, dass der Typ bis hin zu U 41 im Wesentlichen unverändert blieb. Der Aktionsradius des Boots betrug bis zu 9700 NM bei Überwasserfahrt. Bei getauchter Fahrt mit 5 kn Marschgeschwindigkeit wurden maximal 80 NM erreicht. Die maximale Tauchtiefe betrug 50 Meter. Die sechs mitgeführten Torpedos konnten über zwei Bug- und zwei Heckrohre verschossen werden. Das 8,8-cm-Geschütz wurde 1916 durch ein weiteres 8,8-cm-Geschütz ergänzt.

## Einsätze und Verbleib
U 22 unternahm insgesamt 30 Feindfahrten, auf denen es 44 Handelsschiffe der Entente und neutraler Staaten mit einer Gesamttonnage von 46.365 BRT versenkte. Nach anderen Quellen waren es nur 14 Kriegseinsätze mit der Versenkung von 43 Schiffen und 46.550 BRT sowie der Beschädigung von drei Schiffen mit 8.988 BRT und das Aufbringen eines Schiffes als Prise mit 1.170 BRT.
Am 2. November 1914 gehörte U 22 zu einer U-Bootgruppe, die während der Beschießung von Great Yarmouth vor der niederländischen Insel Terschelling eine U-Bootslinie bilden sollte. Am 21. Januar 1915 versenkte Bruno Hoppe mit U 22 das deutsche U-Boot U 7, das er fälschlicherweise für ein gegnerisches Boot hielt. Erst bei der Rettung des einzigen Überlebenden erkannte Hoppe seinen folgenschweren Irrtum.
Am 6. April 1917 lief U 22 in der Nordsee am Horns Rev, einer Sandbank vor Blåvand an der Westküste von Jütland, auf eine britische Mine. Die Mine war eine von 1.235 Minen, die von drei britischen Minenlegern am „Auslaufweg Blau“ zwischen den deutschen Minenfeldern gelegt worden waren. Obwohl das Heck des U-Bootes durch die Minenexplosion vollständig zerstört worden war, konnte U 22 durch ein deutsches Torpedoboot eingeschleppt werden. Das Boot wurde repariert und bis zum Kriegsende weiter eingesetzt.
Nach dem Ende des Krieges wurde U 22 am 1. Dezember 1918 an Großbritannien ausgeliefert und in den Nachkriegsjahren 1919/20 in Blyth abgewrackt.

### Versenkte Schiffe (Auswahl)
Die folgende Liste enthält Schiffe mit einer Tonnage von mehr als 1000 Bruttoregistertonnen, die von U 22 versenkt wurden:
1. Britischer Dampfer Strathnairn (4.336 BRT) am 15. Juni 1915[12]
2. Britischer Ozeandampfer India (7.940 BRT) am 8. August 1915[13]
3. Britischer Dampfer Grodno (1.955 BRT) am 12. August 1915[14]
4. Britischer Dampfer Adamton (2.304 BRT) am 8. April 1916[15]
5. Britischer Dampfer Chic (3.037 BRT) am 13. April 1916[16]
6. Schwedischer Dampfer Jarl (1.643 BRT) am 7. August 1917[17]
7. Britischer Passagierdampfer California (5.629 BRT) am 17. Oktober 1917[18]
8. Australischer Dampfer Australdale (4.379 BRT) am 19. Oktober 1917[19]
9. Norwegischer Dampfer Staro (1.805 BRT) am 19. Oktober 1917[20]
10. Norwegischer Dampfer Snetinden (2.859 BRT) am 20. Oktober 1917[21]

## Kommandanten
| Dienstgrad           | Name                     | von               | bis               |
| -------------------- | ------------------------ | ----------------- | ----------------- |
| Kapitänleutnant      | Bruno Hoppe              | 25. November 1913 | 22. August 1916   |
| Oberleutnant zur See | Karl Scherb              | 23. August 1916   | 31. Mai 1917      |
| Oberleutnant zur See | Hinrich Hermann Hashagen | 1. Juni 1917      | 11. November 1918 |